# واجلة
واجلة أو ذاعرة (الاسم العلمي Psinidia)، جنس من جنادب الفرقة المجنحة وفصيلة الجرادية. وهناك ثلاث أنواع موصوفة لجنس واجلة.

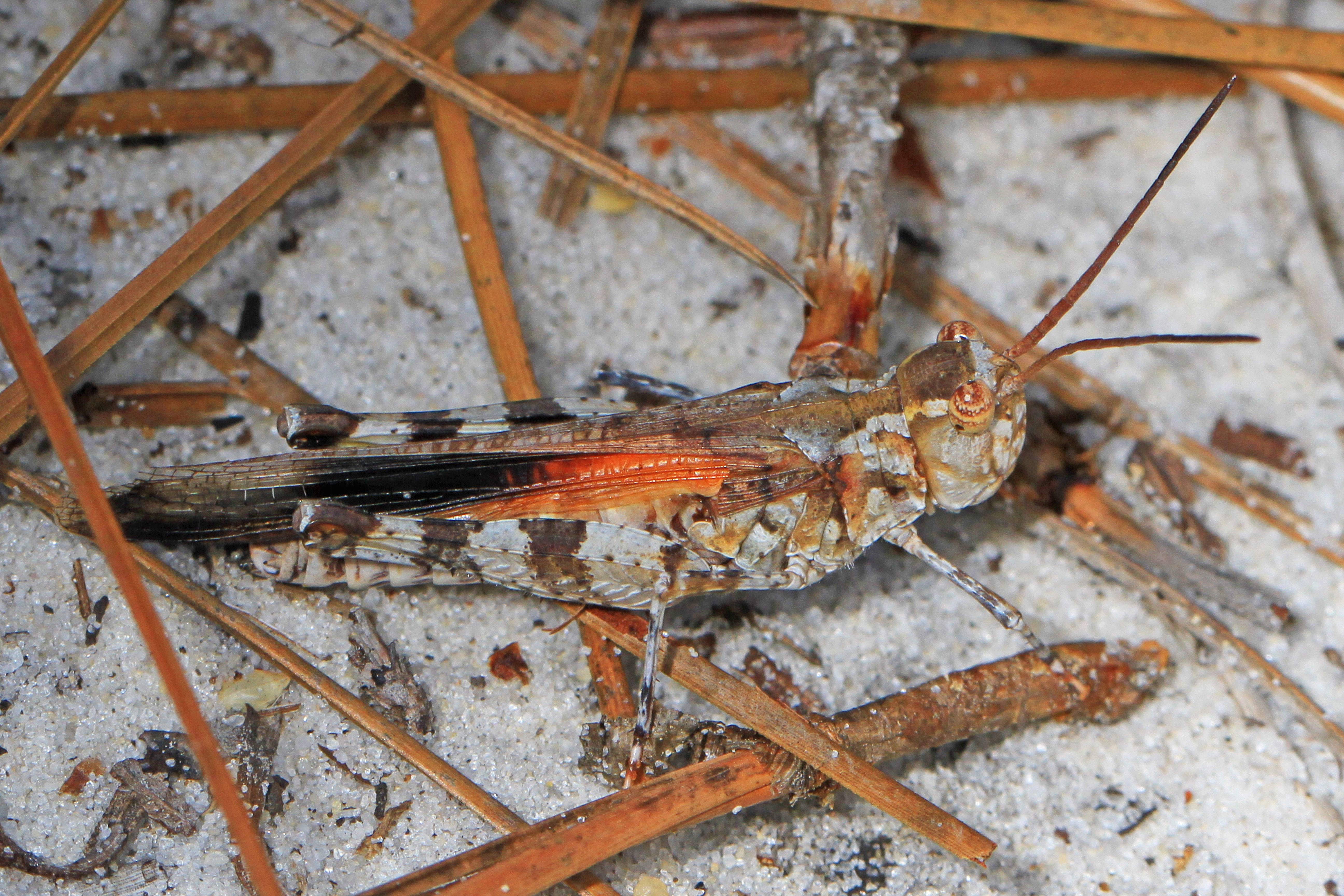
Psinidia fenestralis